# Вео (криптид)
Вео (енгл. Veo) је криптид који наводно живи на острву Ринка.

## Опис и понашање
Према запису француског путника Пијеру Фајферу из 1963. године, овај криптид се од стране локални људи описује као крупни сисар дужине 3 m, који је активан ноћу. Овај створ хода на све четири ноге, има дугу главу и реп, и велике канџе на предњи ногама. Стомак, крај репа, задње ноге, врат и лице овог бића су прекривени длаком, док је остатак тјела прекривена оклопом од велики преклапајучи крљушти. Преко дана овај криптид борави на планинском и брдском подручју, а ноћу се спушта до морске обале и мангрове шуме. Храни се углавном са мравима и термитима, али се такође храни и са малим морски животињама насуканим на обали мора. Када се осјети угроженим, овај створ се одусправи на своје задње ноге и свог противника нападне са оштрим канџама.

## Могуће објашњење овог криптида
Објашњење према мишљењу стручњака за овог криптида је то да се можда ради о виђању могући преживјели примјерака изумрле врсте љускаваца Manis paleojavanica (тј. дивовског азијског љускавца). На основу фосилни остатака се зна да је ова врста љускаваца у периоду касног плеистоцена (од 800 до 30 хиљада година) живјела на острвима Борнео и Јава. Ова врста је достизала дужину од 2,5 до 3 m, у раменима висину од 1,15 m и тежину од 50 kg, и била је два и по пута већа од малајског љускавца, врсте која данас насељава острва на подручју малајског архипелаг.